# ادموند مورتیمر (هنرپیشه)
ادموند مورتیمر (انگلیسی: Edmund Mortimer؛ ۲۱ اوت ۱۸۷۴ – ۲۱ مهٔ ۱۹۴۴) یک هنرپیشه، و کارگردان اهل ایالات متحده آمریکا بود. 
از فیلم‌هایی که وی در آن‌ها نقش داشته است، می‌توان به بیل سفیر کبیر اشاره نمود.